# ArangoDB
ArangoDB — свободная мультимодельная система управления базами данных.
ArangoDB поддерживает три модели данных: графовую, документную и модель «ключ-значение». Работа с базой данных осуществляется при помощи SQL-подобного языка запросов AQL (ArangoDB Query Language). Язык является декларативным и позволяет свободно комбинировать все поддерживаемые модели данных в одном запросе.

## История
Мотивацией к созданию ArangoDB стало желание объединить наиболее распространённые способы использования баз данных NoSQL. Прочие СУБД, такие как MongoDB для документов и Neo4j для графов поддерживают только одну модель данных. ArangoDB пытается объединить варианты их использования вместе, чтобы создать базу данных «всё в одном».
Первая версия ArangoDB была выпущена весной 2012 года. Первоначально СУБД называлась AvocadoDB, однако в мае 2012 года во избежание юридических проблем название было изменено на ArangoDB.

## Особенности
ArangoDB поддерживает масштабирующиеся запросы к графовым данным. Все данные в ArangoDB во внешнем представлении выглядят как JSON и аналогично структурированные документы, которые могут быть объединены в коллекции — подобие таблицы в реляционных базах данных. Но внутренний формат хранения — другой, это собственный двоичный формат ArangoDB’s VelocyPack. Упаковка и распаковка данных из JSON в коллекции и обратно осуществляется прозрачно для программиста.